# Liste de films de requins tueurs

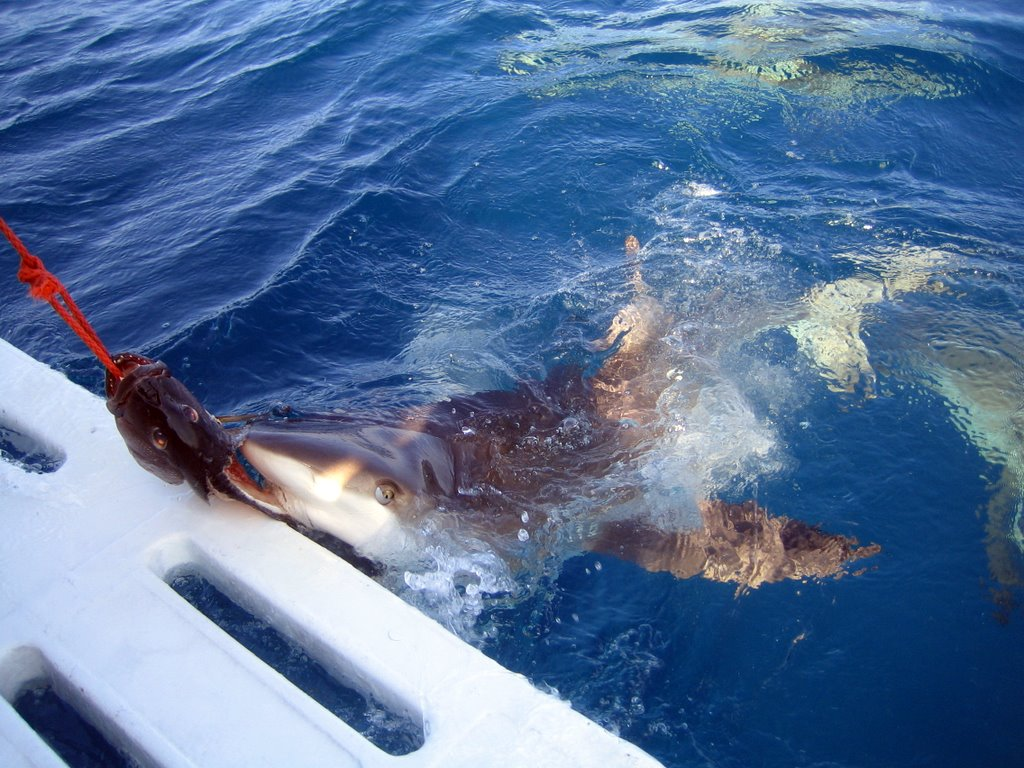
Un requin de récifs, espèce commune dans certaines zones touristiques des Caraïbes.

Depuis le film de Steven Spielberg Les Dents de la mer, de nombreuses séries B, des direct-to-video et des parodies sortent régulièrement. Parmi les longs métrages sérieux et bien réalisés, on peut citer The Reef, Open Water : En eaux profondes, Dark Tide ou encore Peur bleue.
| Titre français                           | Titre original (si différent)                    | Année |
| ---------------------------------------- | ------------------------------------------------ | ----- |
| 47 Meters Down                           |                                                  | 2017  |
| 47 Meters Down: Uncaged                  |                                                  | 2019  |
| 90210 Shark Attack                       |                                                  | 2014  |
| L'Année du requin                        |                                                  | 2022  |
| Alien Shark                              |                                                  | 2022  |
| Atomic Shark                             |                                                  | 2016  |
| Avalanche Sharks : Les Dents de la neige | Avalanche Sharks                                 | 2013  |
| Bait                                     | Bait 3D                                          | 2012  |
| Big Shark                                |                                                  | 2023  |
| Bull Shark                               |                                                  | 2022  |
| Cocaine Shark                            |                                                  | 2023  |
| Cruel Jaws                               |                                                  | 1995  |
| Dam Sharks                               |                                                  | 2016  |
| Dark Tide                                |                                                  | 2011  |
| Deep Blood                               | Sangue negli abissi                              | 1990  |
| Dinoshark                                |                                                  | 2010  |
| En eaux troubles                         | The Meg                                          | 2018  |
| En eaux (très) troubles                  | The Meg 2: The Trench                            | 2023  |
| Ghost Shark                              |                                                  | 2013  |
| Ghost Shark 2: Urban Jaws                |                                                  | 2015  |
| Great White                              |                                                  | 2021  |
| House Shark                              |                                                  | 2017  |
| Ice Sharks                               |                                                  | 2016  |
| Instinct de survie                       | The Shallows                                     | 2016  |
| Jersey Shore Shark Attack                |                                                  | 2012  |
| Jurassic Shark                           | Attack of the Jurassic Shark                     | 2012  |
| Jurassic Shark 2: Aquapocalypse          |                                                  | 2021  |
| Jurassic Shark 3: Seavenge               |                                                  | 2023  |
| Killer Shark                             |                                                  | 1950  |
| Land Shark                               |                                                  | 2017  |
| L'Attaque des requins tueurs             | Shark in Venice                                  | 2008  |
| L'Attaque du requin à deux têtes         | 2-Headed Shark Attack                            | 2012  |
| L'Attaque du requin à trois têtes        | 3-Headed Shark Attack                            | 2015  |
| L'Attaque du requin à cinq têtes         | 5-Headed Shark Attack                            | 2017  |
| L'Attaque du requin à six têtes          | 6-Headed Shark Attack                            | 2018  |
| L'Empire des requins                     | Empire of the Sharks                             | 2017  |
| La Mort au large                         | Great White                                      | 1981  |
| Le Monstre de l'océan rouge              | Shark - Rosso nell'oceano                        | 1984  |
| Les Dents de la mer                      | Jaws                                             | 1975  |
| Les Dents de la mer 2                    | Jaws 2                                           | 1978  |
| Les Dents de la mer 3                    | Jaws 3                                           | 1983  |
| Les Dents de la mer 4                    | Jaws 4                                           | 1987  |
| Les Dents de la mort                     | Red Water                                        | 2003  |
| Doll Shark                               |                                                  | 2022  |
| Mako : Les mâchoires de la mort          | Mako: The Jaws of Death                          | 1976  |
| Malibu Shark Attack                      |                                                  | 2009  |
| Mega Shark vs. Crocosaurus               |                                                  | 2010  |
| Mega Shark vs. Giant Octopus             |                                                  | 2009  |
| Mega Shark contre Kolossus               | Mega Shark Versus Kolossus                       | 2015  |
| Mega Shark vs. Mecha Shark               | Mega Shark Versus Mecha Shark                    | 2014  |
| Megalodon                                |                                                  | 2004  |
| Megalodon                                |                                                  | 2018  |
| Megalodon: The Frenzy                    |                                                  | 2023  |
| Megalodon Rising                         |                                                  | 2021  |
| Noah's Shark                             |                                                  | 2021  |
| Open Water : En eaux profondes           | Open Water                                       | 2003  |
| Open Water 3 : Les Abîmes de la terreur  | Open Water 3 : Cage Dive                         | 2017  |
| Ouija Shark                              |                                                  | 2020  |
| Ouija Shark 2                            |                                                  | 2022  |
| Panique à New Jersey                     | 12 Days of Terror                                | 2005  |
| Peur bleue                               | Deep Blue Sea                                    | 1999  |
| Peur bleue 2                             | Deep Blue Sea 2                                  | 2018  |
| Peur bleue 3                             | Deep Blue Sea 3                                  | 2020  |
| Planet of the Sharks                     |                                                  | 2016  |
| Raging Sharks                            |                                                  | 2005  |
| Raiders of the Lost Shark                |                                                  | 2015  |
| Requins : L'Armée des profondeurs        | Shark Swarm                                      | 2008  |
| Saltwater: Atomic Shark                  | Saltwater                                        | 2016  |
| Sand Sharks : Les Dents de la plage      | Sand Sharks                                      | 2011  |
| Shark                                    |                                                  | 2000  |
| Shark Alert                              | Dam Sharks                                       | 2016  |
| Shark Attack                             |                                                  | 1999  |
| Shark Attack 2                           |                                                  | 2000  |
| Shark Attack 3: Megalodon                |                                                  | 2002  |
| Shark Bay                                | Shark Bait                                       | 2022  |
| Shark Encounters of the Third Kind       |                                                  | 2020  |
| Shark Exorcist                           |                                                  | 2015  |
| Shark Exorcist 2: Unholy Waters          |                                                  | 2024  |
| Shark Huntress                           |                                                  | 2021  |
| Shark Island                             |                                                  | 2024  |
| Shark Lake                               |                                                  | 2015  |
| Shark Kill                               |                                                  | 1976  |
| Shark Season                             |                                                  | 2020  |
| Shark Side of the Moon                   |                                                  | 2022  |
| Shark Waters                             |                                                  | 2022  |
| Shark Week                               |                                                  | 2012  |
| Shark Zone - La Mort au large            | Shark Zone                                       | 2003  |
| Shark, le mangeur d'homme                | Shark!                                           | 1969  |
| Shark 3D                                 | Shark Night 3D                                   | 2011  |
| Sharkenstein                             |                                                  | 2016  |
| Sharkman                                 | Hammerhead: Shark Frenzy                         | 2005  |
| Sharknado                                |                                                  | 2013  |
| Sharknado 2: The Second One              |                                                  | 2014  |
| Sharknado 3: Oh Hell No!                 |                                                  | 2015  |
| Sharknado: The 4th Awakens               |                                                  | 2016  |
| Sharknado 5: Global Swarming             |                                                  | 2017  |
| Sharknado 6 : It's About Time            | Sharknado 6: The Last Sharknado, It's About Time | 2018  |
| Sharktopus                               |                                                  | 2010  |
| Sharktopus vs. Pteracuda                 |                                                  | 2014  |
| Sharktopus vs. Whalewolf                 |                                                  | 2015  |
| Sharkula                                 |                                                  | 2022  |
| Sharks of the Corn                       |                                                  | 2021  |
| Sky Sharks                               |                                                  | 2017  |
| Sous la Seine                            |                                                  | 2024  |
| Spring Break Shark Attack                |                                                  | 2005  |
| Summer Shark Attack                      | Ozark Sharks                                     | 2016  |
| Super Shark                              |                                                  | 2011  |
| Swamp Shark                              |                                                  | 2011  |
| The Black Demon                          |                                                  | 2023  |
| The Reef                                 |                                                  | 2010  |
| The Reef 2: Traquées                     | The Reef: Stalked                                | 2022  |
| The Requin                               |                                                  | 2022  |
| Toxic Shark                              |                                                  | 2017  |
| Virus Shark                              |                                                  | 2021  |
| Zombie Shark                             |                                                  | 2015  |